# Capella (étoile)
Pour les articles homonymes, voir Capella.
Désignations
Capella, également connue par sa désignation de Bayer Alpha Aurigae (et abrégée en α Aurigae ou α Aur), est un système stellaire situé à environ 42,8 années-lumière de la Terre dans la constellation du Cocher. Étoile la plus brillante de cette constellation, c'est la sixième étoile la plus brillante du ciel nocturne et la quatrième de la sphère céleste visible des latitudes moyennes de l'hémisphère nord, après Sirius, Arcturus et Véga. Sa magnitude apparente est de 0,08.
Identifiée comme une seule étoile à l'œil nu, Capella est en fait un système stellaire composé de deux paires d'étoiles. La première paire consiste en deux brillantes étoiles géantes de type G, chacune avec un rayon d'environ 10 fois celui du Soleil, en orbite l'une autour de l'autre. Ce sont des étoiles qui ont quitté la séquence principale et évoluent lentement en géantes rouges, stades qu'elles n'atteindront que dans plusieurs millions d'années. La deuxième paire, à près de 10 000 unités astronomiques de la première, consiste en deux naines rouges,.

## Nomenclature, histoire et étymologie

### Des Grecs à l'UAI
Capella est le nom approuvé pour α Aur par l’Union astronomique internationale (UAI). Il s’agit du diminutif donné par les poètes latins pour Capra, soit le calque du grec Αἵξ, « Chèvre », attesté chez Aratos (voir la constellation du Cocher). Cette appellation, pourtant bien connue des érudits grâce aux textes des Aratea, c’est-à-dire les versions latines des Φαινόμενα d’Aratos, à leur disposition, ne fut pas utilisée au Moyen Âge, mais est exhumée à partir de ces texte à la Renaissance : Capra et Capella apparaissent ainsi pour cette étoile dans l’Uranometria de Johann Bayer (1603), et va désormais être utilisé de plus en plus fréquemment.  

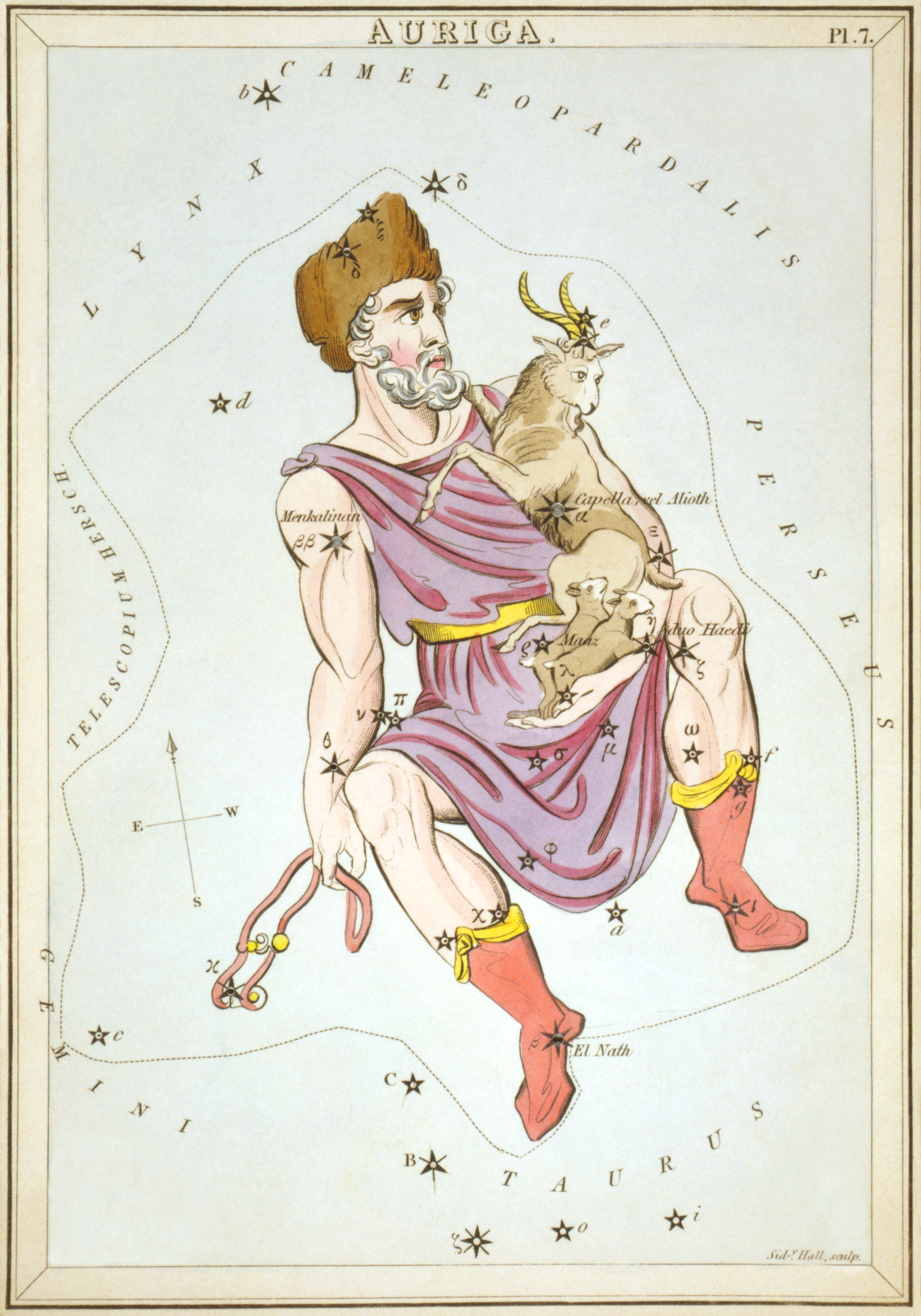
la figure du Cocher avec la Chèvre et les Deux Chevreaux vue par l’Urania's Mirror, 1824.

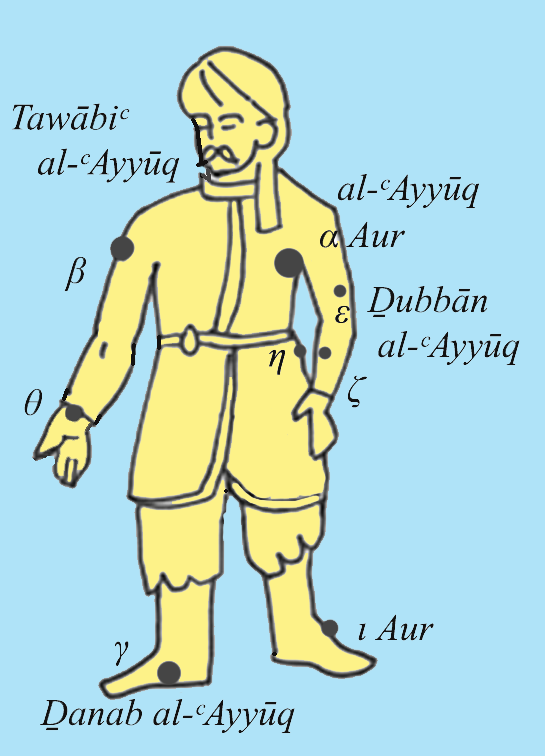
La figure de العيّوق al-ᶜAyyūq dans le ciel arabe traditionnel.

### Des Arabes aux clercs latins
Alhajot est le seul nom utilisé pendant tout le Moyen Âge depuis l’an mil, notamment sous la forme alhaioc dans le Waztalkora, sive tractatus de utilitatibus astrolabii, daté du début du XIe siècle, où l’on peut lire ce nom sous le dessin de l’araignée de l’astrolabe de Ḫalaf b. al-Muᶜāḏ. On trouve à la Renaissance les formes Alhaiot, seu Alhatod. C’est l’arabe العيّوق al-cAyyūq, nom de la figure dans le ciel arabe traditionnel, et qui est à rapprocher de Yaᶜūq, une des divinités antiques mentionnées par le Coran. Depuis la Renaissance, il continue à être employé : il est ainsi relevé par Richard Allen (1899), mais cède le plus souvent la place à Capella.

### En Mésopotamie
GÀM = Gamlu, « l’Arme courbe », est le nom de α Aur en Mésopotamie. Il s’agit de giš.TUKUL ša ŠU 2 d.AMAR.UTU, soit « l’arme divine dans les mains de Marduk », soit l’emblème de Marduk quand il devint le maître des cieux à Babylone (voir la constellation du Cocher).

### En Chine
α Aur est connue comme 五車二 , soit la 2e étoile de l’astérisme Wuche, « les Cinq chars ».

## Observation
Capella est l'étoile de première magnitude la plus proche de l'étoile polaire.
La déclinaison nord de Capella est telle qu'elle est invisible au sud de la latitude 44°S, ce qui inclut notamment le sud de la Nouvelle-Zélande, l'Argentine, le Chili et les Îles Malouines. Elle est circumpolaire au nord de la latitude 44°N, ce qui inclut notamment la majorité de la France métropolitaine (le parallèle 44°N passe juste au nord d’Avignon), le Royaume-Uni, la Scandinavie, la majorité du Canada et le nord des États-Unis.
On estime que Capella fut l'étoile la plus brillante du ciel entre 210 000 ans et 160 000 ans avant aujourd'hui, à une magnitude d'environ -1,8[réf. souhaitée].

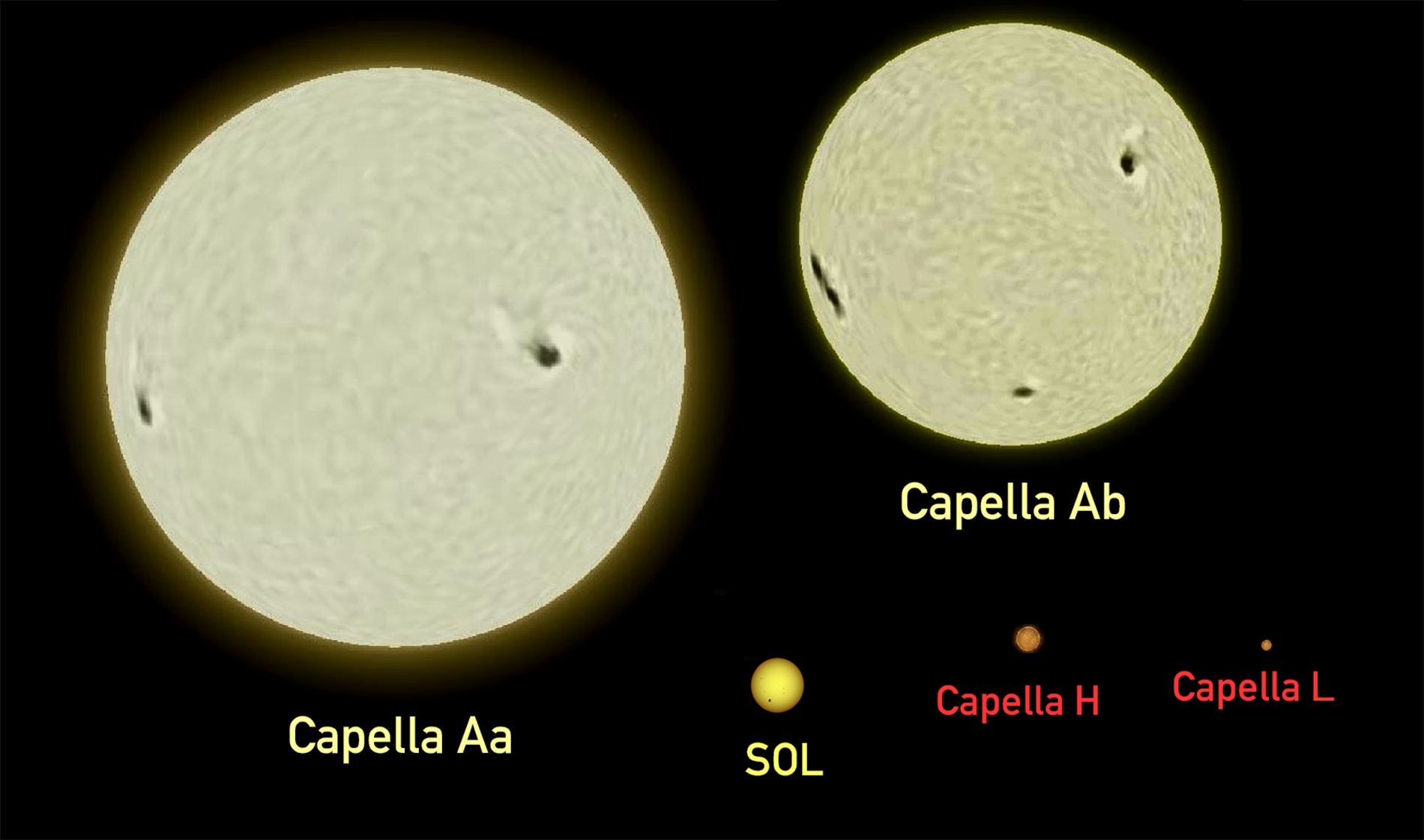
Le système de Capella avec ses étoiles en comparaison avec le Soleil.

## Système
Capella (α Aurigae) est une étoile binaire spectroscopique dont les composantes sont Capella Aa (α Aurigae Aa) et Capella Ab (α Aurigae Ab).
La binaire Capella A (α Aurigae A) est elle-même l'objet principal du système multiple PMSC 05093+4553 dont les deux autres composantes sont Capella H (GJ 195 A) et Capella L (GJ 195 B).
D'après le Catalogue des composantes d'étoiles doubles et multiples de Jean Dommanget et Omer Nys, cinq autres étoiles composent avec Capella A autant de paires d'étoiles doubles : Capella C (BD+45 1077 C), Capella D (BD+45 1077 D), Capella E (BD+45 1077 E) et Capella F (BD+45 1077 F) et Capella G (BD+45 1076). Le Catalogue d'étoiles doubles de Washington recense sept étoiles supplémentaires : cinq d'entre elles — Capella I, M, N, Q et R — composent, avec Capella A, autant de paires d'étoiles doubles ; les deux autres — Capella O et P — sont les composantes d'une étoile double — Capella OP — et composent des paires d'étoiles doubles tant avec Capella H — Capella HO et HP — qu'avec Capella L — Capella LO et LP.

### Capella A (Gliese 194)
En 1899, des observations spectroscopiques permettent de découvrir que Capella n'est pas une étoile simple,. Le système est par la suite observé par interférométrie en 1919 par John Anderson et Francis Pease à l'observatoire du Mont Wilson. Les données sont publiées en 1920,. C'est la première mesure interférométrique d'un objet en dehors du Système solaire. Une orbite de haute précision a ensuite été publiée en 1994 selon les observations effectuées par l'Interféromètre Stellaire Mark III, toujours à l'observatoire du mont Wilson.
La paire formée par Capella Aa et Capella Ab consiste en deux étoiles géantes de type G. Elles sont séparées l'une de l'autre par environ 90 millions de kilomètres et ont une période orbitale de 104,02 jours. La première, Capella Aa, onzième étoile la plus brillante du ciel nocturne, a une température de surface d'environ 4 900 K, un rayon d'environ 12 rayons solaires, une masse d'environ 2,7 masses solaires et une luminosité d'environ 79 fois celle du Soleil. La deuxième, Capella Ab, quatorzième étoile la plus brillante du ciel nocturne, a une température à la surface d'environ 5 700 K, un rayon d'environ 9 rayons solaires, une masse d'environ 2,6 masses solaires et une luminosité d'environ 78 fois celle du Soleil.
Vues de la Terre, aucune des deux étoiles ne passe devant l'autre dans leur orbite.

### Capella HL (Gliese 195)
En 1914, R. Furuhjelm observe que la binaire spectroscopique Capella A a une étoile pour compagnon, mais beaucoup moins visible, qui, avec son mouvement propre similaire à celui de l'étoile binaire spectroscopique, est liée physiquement à elle. En 1936, Carl Leo Stearns (en) remarque que ce compagnon est, en fait, une étoile double, ce qui est confirmé en octobre de la même année par Gerard Kuiper,.
Cette étoile binaire Capella HL est composée de naines rouges, à une distance d'environ 10 000 unités astronomiques de la première paire.

#### Capella O et P, compagnons de Capella H et L
Capella O et Capella P ont été détectées grâce au télescope Hale de l'observatoire du Mont Palomar en Californie. Leur découverte a été annoncée le 21 novembre 2009 par Krzysztof G. Hełminiak, Maciej Konacki, Shrinivas R. Kulkarni (en) et Joshua Eisner.